# MŠK Kežmarok (szachy)
MŠK Kežmarok – słowacki klub szachowy z siedzibą w Kieżmarku.

## Historia
Klub powstał w 1976 roku jako sekcja TJ Slávia Gymnázium (SG), funkcjonująca przy gimnazjum w Kieżmarku. Początkowo sekcja koncentrowała się wyłącznie na działalności młodzieżowej, wystawiając jednak również zespół w rozgrywkach seniorskich. W połowie lat 80. ta drużyna występowała w 3. lidze. W tym okresie klub rozpoczął funkcjonowanie pod nazwą TJ IAMES. Zespół awansował do 2. ligi, a młodzieżowa drużyna w 1990 roku zdobyła mistrzostwo Czechosłowacji szkół podstawowych (jej czołową zawodniczką była Zuzana Hagarová). W 1996 roku sponsorami klubu zostali Tatrapom i KdV. W następnym roku zespół uzyskał awans do 1. ligi. W sezonie 2002/2003 klub zajął trzecie miejsce w 1. lidze, a rok później drugie. W 2006 roku zespół wzmocnili Eva Repková, Eric Peterson i Lorenz Seelinger. W sezonie 2006/2007 klub uzyskał awans do Extraligi, ponadto w tym okresie został włączony do MŠK Kežmarok. W debiutanckim sezonie w pierwszej lidze MŠK zajął ósme miejsce. Identyczny rezultat został osiągnięty w kolejnym sezonie. W sezonie 2009/2010 MŠK zajął trzecie miejsce w mistrzostwach kraju, za ŠK Prievidza i Slovanem Bratysława. W składzie drużyny znajdowali się wówczas m.in. Mikuláš Maník, Eva Repková, Radek Kalod i Petr Velička. W 2011 roku zespół zajął dziesiąte miejsce w Extralidze, a w roku 2012 spadł z ligi. W 2019 roku zespół spadł z 1. ligi. W sezonie 2021/2022 klub uzyskał awans do 1. ligi.

## Arcymistrzowie w historii klubu
- Radek Kalod[13]
- Tomáš Likavský[14]
- Mikuláš Maník[14]
- Martin Mrva[15]
- Petr Velička[8]